# Prenanthes boottii
Prenanthes boottii là một loài thực vật có hoa trong họ Cúc. Loài này được (DC.) D.Dietr. miêu tả khoa học đầu tiên năm 1847.